# Kara-Suu
Kara-Suu (in kirghiso Кара-Суу?; lett. "acqua nera") è una città del Kirghizistan, capoluogo dell'omonimo distretto.

## Geografia fisica
L'insediamento si trova nella valle di Fergana e sorge sulle rive del fiume che divide il Kirghizistan dall'Uzbekistan; tale confine, che ai tempi dell'U.R.S.S. era solo amministrativo, divide Kara-Suu dalla sua controparte uzbeca, Qorasuv.

## Economia
Kara-Suu è un importante centro industriale e commerciale, il cui bazar cittadino è di grande rilievo per il import delle merci cinesi in Kirghizistan, Uzbekistan, Tagikistan. Sebbene le autorità uzbeche abbiano distrutto il ponte principale che attraversa il fiume, il commercio a cavallo della frontiera continua tramite funicolari improvvisate che trasportano merci e persino persone da un lato all'altro del corso d'acqua.

## Massacro di Andijan
Kara-Suu è balzata all'attenzione delle cronache internazionali quando, dopo il massacro di Andijan, molti rifugiati fuggirono da Andijan e si riversarono in città.